# Holton le Clay
Holton le Clay es una parroquia civil situada en el distrito de East Lindsey, en Lincolnshire, Inglaterra (Reino Unido). Según el censo de 2021, tiene una población de 3800 habitantes.
Está ubicada al noreste de la región Midlands del Este, cerca de la frontera con la región de Yorkshire y Humber, de la ciudad de Lincoln, del estuario del río Humber y de la costa del mar del Norte.